# Akie
Die Akie (auch Akié, Akyé oder Akye) sind ein Volk der Volksgruppe der Akan. 
Sie leben hauptsächlich in der Elfenbeinküste, wo sie eine indigene Bevölkerungsgruppe stellen.
Sie sprechen den Dialekt Attie, auch Akie genannt, innerhalb der Akan-Sprachen und haben ihre eigene traditionelle westafrikanische Religion.